# 丹羽孝希
丹羽 孝希（にわ こうき、1994年10月10日 - ）は、北海道苫小牧市出身の
日本の男子卓球選手。162cm、51kg。血液型O型。家族は両親、姉、弟。左シェーク裏裏ドライブ型。株式会社ファースト所属。ITTF世界ランキング最高位はシングルス5位、ダブルス2位、U21シングルス1位、Jr.1位、カデット1位。段級位は7段。

## 経歴
卓球選手だった父親の影響で7歳から卓球を始める。父と元実業団選手、西村一行の指導を受け、出身地である苫小牧市の卓球チーム「ファイナルウィン」に所属し、小学校低学年の頃から各全国大会に出場し常に同年代の全国トップクラスで活躍していた。11歳でU-18日本代表に選出された。全日本選手権ホープスで優勝し、翌年に苫小牧市立緑小学校を卒業し青森山田中学高等学校に入学した（吉田雅己、町飛鳥は同期）。2009年の世界選手権の前の3月に開催された東京卓球選手権大会では決勝で張一博に勝ち国内シニア大会で初優勝をした。2009年横浜市で開催された第50回世界卓球選手権個人戦に日本男子史上最年少で代表に選出され、予選を勝ち上がり本戦でも1勝あげた。2回戦にて当時世界ランク17位のオフチャロフに敗れたものの2ゲームを取る大健闘を見せた。2010年8月開催のシンガポールユースオリンピック代表に選ばれ、シングルスと混合団体で金メダルを獲得した。
1つ年上の姉の丹羽美里は2009年に苫小牧市立和光中学校を卒業後、青森山田高校に入学しその年のインターハイでの学校対抗優勝に貢献した。また2010年、2011年のインターハイでは2年連続シングルスベスト4に入る。
2011年11月にバーレーンで開催された第9回世界ジュニア卓球選手権大会の男子シングルスで優勝した。これは、2006年の松平健太選手につぐ日本選手2人目である。
2012年3月の第51回世界卓球選手権団体戦で代表に選ばれ、日本の銅メダル獲得に貢献した。4月に行われたロンドン五輪アジア予選では世界ランキング1位の馬龍を破る大金星を挙げ、五輪団体戦の出場権獲得とともに自身初の五輪代表入りを決めた。ロンドンオリンピック団体戦では1回戦カナダに勝利したが準々決勝で香港に敗れた。ロンドンオリンピック終了直後から卓球ブンデスリーガに参加し、主にヨーロッパで試合を重ねる。
2013年1月全日本卓球選手権の決勝において第4ゲームで3ゲーム目を水谷隼に取られ万事休すと思われたが、第5ゲームから盛り返し連続3ゲームを取り逆転の4-3（11-8、3-11、8-11、9-11、11-7、11-5、11-9）で勝利した。
自身初優勝を遂げる。翌月には卓球ブンデスリーガ出場のため再びドイツに渡った。また、この年の世界卓球（開催地・パリ）では4回戦で馬龍に4-2で敗れている。

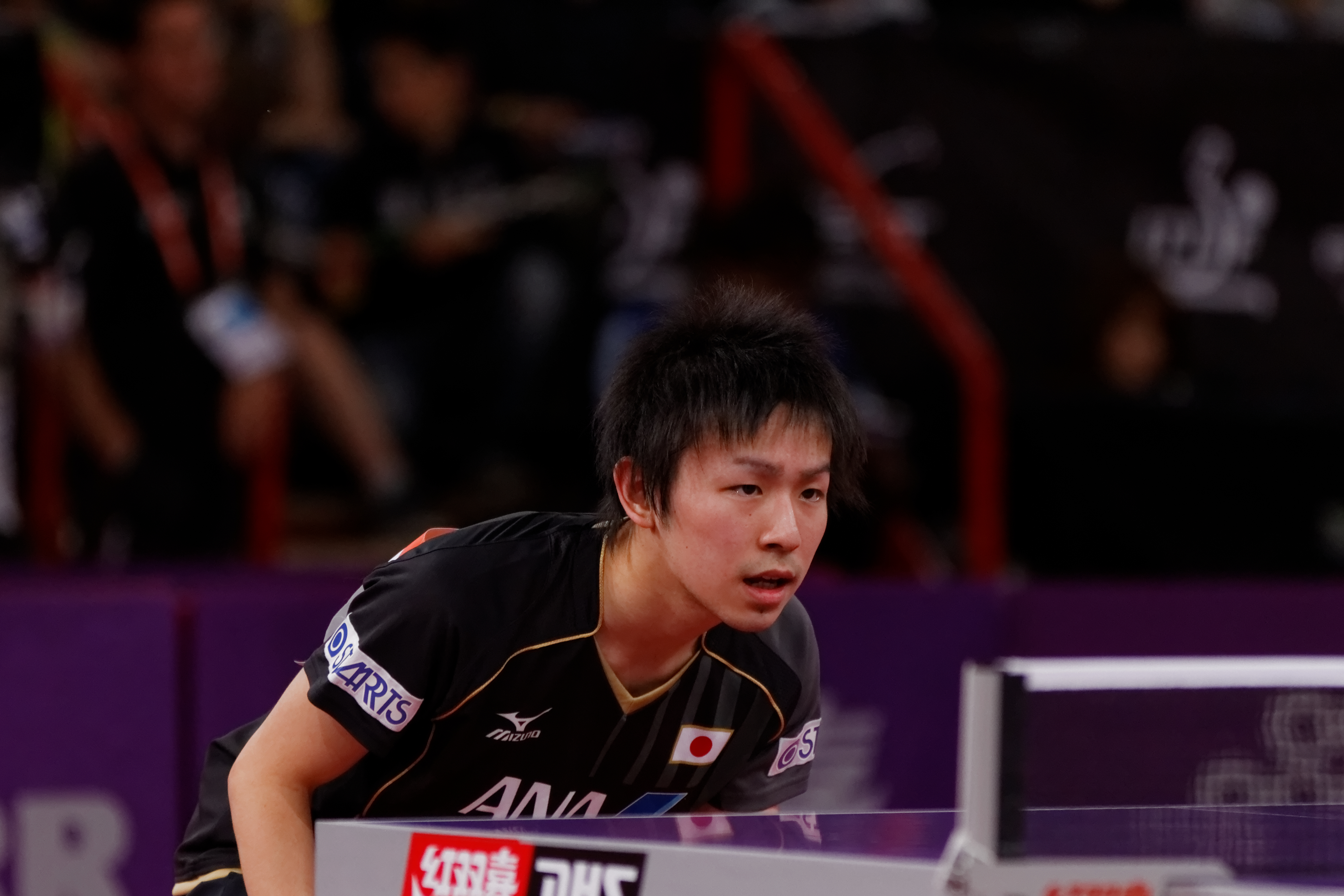
2013世界選手権の4回戦の対馬龍戦

2014年にロンドンオリンピック直後から所属していた卓球ブンデスリーガの所属チームを退団、最終年でもあった2年目は開幕15連勝を飾るなどレギュラーシーズン20勝4敗でリーグ最高勝率という記録を残した。そして、同年の世界卓球（開催地・東京）では男子団体で銅メダル獲得に貢献した。
2015年の世界卓球選手権・男子個人戦ダブルスでも銅メダルを獲得し、リオデジャネイロ五輪の代表にも内定した。
2016年に入り、用具契約をバタフライ（タマス）からVICTASに変更する。
2016年リオデジャネイロオリンピックのシングルスでは4回戦で第6シードの黃鎮廷（香港）をフルゲームの末下し準々決勝に進出したが、準々決勝で張継科に破れた。団体戦では決勝で中国に敗れるも、日本男子初の銀メダル獲得に貢献した。
2017年4月、明治大学を卒業してスヴェンソン所属となった。
2018年3月、秋開幕のTリーグに参戦する琉球アスティーダへのチーム所属が決まった。翌年の2ndシーズンに木下マイスター東京に移籍した。
2020年6月、Tリーグのチームは岡山リベッツに移籍。
2020年8月、スヴェンソンホールディングスとの所属契約更新が決定。
10月1日、一般女性と入籍したことが所属先のスヴェンソンホールディングスから発表された。
2021年6月23日、第1子となる長女が誕生したことを、マネジメント会社であるスヴェンソンスポーツマーケティングが発表した。
東京オリンピック卓球男子シングルスでは4回戦に進みディミトリー・オフチャロフ（ドイツ）と対戦したが1-4で敗れた。
2022年11月8日、自身のSNSで国際大会からの引退を発表。
2024年4月17日、ファーストとの所属契約を結んだ。
2025年1月29日、千葉県警によって同月20日付で賭博容疑で書類送検されていたことが判明した。2023年初夏に国内からオンラインカジノサイトに接続し、暗号資産を元手にして賭博行為を行ったとみられている。30日、Tリーグで所属の岡山リベッツが同日をもって丹羽との契約を解除したことを発表。31日、日本リーグで所属するケアリッツ・アンド・パートナーズが同リーグにおけるゴールド選手契約の解除を発表したが、新たな形でチームに関わる機会を提供することを検討していることも明らかにした。2月20日付で千葉区検から賭博罪で略式起訴された。同日、千葉簡裁から罰金10万円の略式命令を受けて即日納付した。刑事処分を受け、所属先のファーストは2月25日、今後も丹羽を同社所属の卓球選手として、最大限バックアップする旨の声明を発表した。
2025-26シーズン、アメリカのメジャーリーグテーブルテニスに参戦を発表。

## プレーの特徴
前陣で台に張り付いての速攻が持ち味であり、相手に先手を取られた際も積極的に振り切っていく両ハンドのカウンタープレーが特徴である。一方、同じプレースタイルの松平健太のように相手の球に合わせるカウンターではなく、自ら振り切っていくカウンターであり、非常に攻撃的なものとなっている。また、相手のドライブの回転を見切り、バウンド直後に手首で強烈な回転をかけるカットブロックなどの独創的なプレーもみられる。そのようなカウンタープレーを行うには速球に反応できる反射神経が必要とされる点で、メディアでは丹羽のことを「天才」としばしば表現される。一方、その小柄な体格から台から離れた打ち合いでは不利になることが多い。
試合中は喜怒哀楽が少なく勝ってもガッツポーズも少ない、但しオリンピックや世界選手権などの大舞台、接戦の試合や対中国選手などの格上選手に勝った時などはガッツポーズを見せることがある。

## 人物
- 自身を「あまり目立ちたくない性格」と評し、プレー中のガッツポーズは控えめ。
- アイドルグループ乃木坂46（個人のメンバーでは白石麻衣）の大ファンでもある。
- 卓球以外の運動は出来ない。
- 趣味は英語の勉強と供述している。

## 戦歴
2004年
- 全日本卓球選手権大会カブの部 男子シングルス 準優勝

2006年　
- 北海道卓球選手権大会 ホープスの部 優勝
- 全日本卓球選手権大会ホープスの部 優勝

2007年
- 全国中学校卓球大会 男子団体 優勝（青森山田中）
- 全日本卓球選手権大会 カデットの部 男子ダブルス優勝（町飛鳥ペア）

2008年
- 全国中学校卓球大会 男子シングルス優勝、団体優勝（青森山田中）
- 全日本卓球選手権大会カデットの部 14歳以下シングルス優勝
- 全日本卓球選手権大会カデットの部 男子ダブルス優勝（二連覇）（町飛鳥ペア）
- ITTFジュニアサーキットファイナル ジュニア男子シングルス 優勝

2009年　
- 全日本卓球選手権大会 男子シングルス ベスト16
- 第61回東京選手権大会 男子シングルス 優勝
- 第50回世界卓球選手権個人戦（横浜大会）出場
- ITTFカデットチャレンジファイナル カデット団体 優勝、カデットダブルス優勝（町飛鳥ペア）
- 第64回国民体育大会(新潟)：少年男子優勝（青森少年男子 松平、上田、丹羽）

2010年
- 平成21年度全日本卓球選手権大会 男子シングルス ベスト16、ジュニア男子シングルス 優勝
- 第16回アジアジュニア卓球選手権 男子ダブルス 優勝（町飛鳥ペア）
- ITTFプロツアージャパンオープン（荻村杯）男子ダブルス 優勝（松平健太ペア）
- インターハイ 学校対抗優勝（青森山田高）、男子シングルス 優勝、男子ダブルス 準優勝（町飛鳥ペア）
- 第1回ユース五輪夏季大会（シンガポール）男子シングルス 優勝、混合団体 優勝（谷岡あゆかペア）
- ITTFプロツアーハンガリーオープン 男子ダブルス 優勝（松平健太ペア）、U21 優勝
- 第16回アジア競技大会（広州大会）男子団体 3位、男子ダブルス 3位（松平健太ペア）
- 第8回世界ジュニア選手権大会 男子ダブルス 優勝（町飛鳥ペア）、男子団体 準優勝

2011年
- 平成22年度全日本卓球選手権大会 男子シングルス ベスト8、ジュニア男子 優勝（二連覇）、男子ダブルス優勝（松平健太ペア）
- ITTFプロツアーカタールオープン（U21）準優勝
- ITTFプロツアードイツオープン（U21）優勝
- 第51回世界卓球選手権個人戦（ロッテルダム大会）出場
- 2011アジア卓球選手権大会代表選手選考会 優勝（全勝優勝）
- ITTFプロツアー韓国オープン（U21）優勝、男子ダブルス 準優勝（松平健太ペア）
- ITTFプロツアージャパンオープン（荻村杯）男子ダブルス 準優勝（松平健太ペア）
- 全国高等学校総合体育大会（インターハイ） 学校対抗優勝（青森山田高）、男子シングルス 優勝（二連覇）、男子ダブルス 準優勝（町飛鳥ペア）
- ITTFプロツアー中国オープン：U21準優勝
- 第66回国民体育大会『おいでませ山口国体』卓球競技会：少年男子優勝＝青森県(町･吉田･丹羽)
- 第9回世界ジュニア選手権大会 男子シングルス 優勝、男子団体 準優勝、男子ダブルス3位
- 2012年世界選手権ドルトムント大会（団体戦）男子日本代表選考会 優勝（全勝優勝）

2012年
- 平成23年度全日本卓球選手権大会 ジュニア男子シングルス 優勝（3連覇）
- 第20回アジア卓球選手権 男子団体 準優勝[19]
- 第51回世界卓球選手権団体戦（ドルトムント大会）男子団体 3位
- ロンドンオリンピック 男子団体戦 ベスト8
- 第67回国民体育大会『ぎふ清流国体』卓球競技会：少年男子優勝＝青森県（丹羽･森薗･町）
- ITTFワールドツアーポーランドオープン 男子ダブルス優勝（松平健太ペア）
- ITTFワールドツアーグランドファイナル 男子ダブルス準優勝（岸川聖也ペア）

2013年
- 平成24年度全日本卓球選手権大会 男子シングルス 優勝、男子ダブルス 優勝〔2年ぶり2度目〕（松平健太ペア）
- 第22回ビッグトーナメント（愛媛大会）準優勝
- 第52回世界卓球選手権個人戦（パリ大会）男子シングルス ベスト16
- 第21回アジア卓球選手権 混合ダブルス 準優勝（平野早矢香ペア）、男子ダブルス 3位（松平健太）、男子団体 準優勝[20]
- 第6回東アジア競技大会卓球競技 男子団体3位、男子ダブルス 3位（松平健太ペア）
- 平成25年度 第80回全日本大学総合選手権 優勝（女子シングルは姉の美里が優勝し、全日学史上初の姉弟Vを飾った）

2014年
- 第52回世界卓球選手権団体戦（東京大会） 男子団体 3位
- 第17回アジア競技大会（仁川大会）男子団体 3位、男子ダブルス 3位（松平健太）
- ITTFワールドツアーロシアオープン 男子シングルス 優勝

2015年
- 第20回ジャパントップ12卓球大会 男子シングルス 優勝
- 第53回世界卓球選手権個人戦（蘇州大会）男子シングルス ベスト16、男子ダブルス 3位（松平健太ペア）
- 平成26年度全日本卓球選手権大会 男子シングルス 3位

2016年
- 第53回世界卓球選手権団体戦（クアラルンプール大会）：準優勝
- リオデジャネイロオリンピック 男子団体 銀メダル、男子シングルス ベスト8
- 平成28年度 第83回全日本大学総合選手権・個人の部 男子シングルス 優勝、男子ダブルス 優勝（酒井明日翔）
- 平成28年度 第13回全日本学生選抜卓球選手権大会 優勝

2017年
- 平成28年度全日本卓球選手権大会 男子ダブルス 優勝（酒井明日翔ペア）
- 第23回アジア卓球選手権 男子シングルス 3位、男子団体 3位
- 第54回世界卓球選手権個人戦（デュッセルドルフ）男子ダブルス 3位（吉村真晴ペア）、男子シングルス ベスト8
- ITTFワールドツアージャパンオープン（ 荻村杯）男子ダブルス 準優勝（吉村真晴ペア）
- 全日本社会人卓球選手権 男子シングルス 準優勝
- ITTFワールドツアーオーストリアオープン 男子ダブルス 優勝（上田仁ペア）

2018年
- 第52回全日本社会人卓球選手権 男子シングルス 優勝
- チームワールドカップ 男子団体 準優勝
- 第54回世界卓球選手権団体戦 男子団体 ベスト8

2019年
- 第55回世界卓球選手権個人戦（ハンガリー）男子シングルス ベスト8
- 第24回ジャパントップ12卓球大会 男子シングルス 準優勝
- 世界選手権ダブペスト大会 男子シングルス ベスト8
- アジアカップ 男子シングルス 男子シングルス 3位

2020年
- 令和2年度全日本卓球選手権大会 男子シングルス ベスト8

2021年
- 令和3年度全日本卓球選手権大会 男子シングルス ベスト8
- 東京オリンピック 男子団体 銅メダル、男子シングルス ベスト16

2022年
- 第31回日本卓球リーグ・ビッグトーナメント 男子シングルス 優勝
- 令和4年度全日本卓球選手権大会 男子シングルス 3位
- シチズンカップ第31回日本卓球リーグ選手権 男子シングルス 優勝
- 2022年度 タクシンスポーツ後期日本卓球リーグ三重大会 男子団体 優勝
- TOP32東京大会 男子シングルス 3位
- LIONCUPTOP32 男子シングルス 4位
- WTTコンテンダーアルマトイ 男子シングルス ベスト16
- WTTコンテンダーチュニス 男子シングルス ベスト16
- WTTコンテンダーリマ 男子シングルス ベスト8

2023年
- 全日本社会人卓球選手権大会 男子シングルス 準優勝
- ケアリッツ・アンド・パートナーズ後期日本卓球リーグ愛媛大会 男子シングルス 優勝

2024年
- 令和5年度全日本選手権大会 男子シングルス ベスト16
- 2023年度第1回ケアリッツカップ 団体 3位
- 全日本実業団卓球選手権大会 団体 準優勝

## 受賞
- 国体連優秀選手賞  (2012年)
- 関東学連・年間優秀選手賞  (2014年)
- 市郷土貢献者賞（2016年）
- ベストライバル賞（2019年）
- トリックスター賞（2020年）
- 彩の国功労賞  (2021年)
- 道の栄誉賞特別賞（2021年）
- 県スポーツ賞会長特別賞（2021年）
- 苫小牧市スポーツ協会特別賞  (2021年)
- 郷土貢献者特別賞 (2021年)
- 埼玉県スポーツ賞 会長特別賞  (2021年)
- 北海道栄誉賞特別賞（2021年）
- Tリーグ特別賞  (2021年)
- 上月スポーツ賞 （2012年、2014年、2015年、2016年、2017年、2021年）
- 明治大学特別功労賞  (2022年)
- ベストオーダー賞  (2022年)
- スポーツ功労賞（2022年）
- 青森県民栄誉特別賞  (2022年)
- 最高殊勲選手賞  (2022年)

## テレビ番組
- Vメシ！DREAM (2009年9月27日、フジテレビ)
- COLLEGE×SPORT (2014年7月13日、フジテレビ)
- カレッジすぽると！（2014年11月28日、フジテレビ）- 丹羽孝希と姉・丹羽美里の丹羽姉弟が登場 [21]
- トラの門スポーツ (2016年2月23日、テレビ東京)
- ユアタイム〜あなたの時間 (2016年8月18日、フジテレビ)
- NEWS23 (2016年8月18日、TBS)
- ニュースウオッチ9 (2016年8月18日、NHK)
- リオ五輪2016 総集編〜夢と感動をありがとう！メダリスト大感謝祭SP〜 (2016年8月22日、フジテレビ)
- 24時間テレビ (2016年8月27日、日本テレビ)
- スッキリ‼︎ (2016年8月29日、日本テレビ)
- 中居正広のスポーツ！号外スクープ狙います！（2016年9月4日、テレビ朝日）[22]
- スポーツジャングル (2016年9月19年、フジテレビ)
- ジョブチューン (2016年9月24日、TBS)
- おしゃれイズム (2016年10月2日、日本テレビ)
- オールスター感謝祭 (2016年10月8日、TBS)
- ニンゲン観察バラエティ モニタリング 秋のグルメ＆スポーツ祭り！メダリスト参戦（2016年11月3日、TBS）[23]
- VS嵐 秋の2時間SP（2016年10月13日、フジテレビ）[24]
- さまスポ (2017年4月8日、テレビ東京)
- さまスポ (2017年4月15日、テレビ東京)
- 日テレ★ミライ　上田晋也のメダル話 (2017年10月17日、日本テレビ)
- さまスポ (2018年4月28日、テレビ東京)
- アスリートの魂「ピンポン×人生　7日間の物語」 (2019年2月13日、NHK)
- THE怪物アスリート〜平成の怪物・全員登場&世界卓球開幕目前SP〜 (2019年4月21日、テレビ東京)
- ニンゲン観察！モニタリング (2019年8月15日、TBS)
- ニンゲン観察！モニタリング (2020年1月16日、TBS)
- めざましどようび (2021年8月7日、フジテレビ)
- 週刊ニュースリーダー (2021年8月7日、テレビ朝日)
- サタデープラス (2021年8月7日、TBS)
- ジャンクSPORTS 緊急生放送で東京五輪メダリスト集結！舞台裏を大告白SP」（2021年8月9日、フジテレビ）[25]
- 炎の体育会TV （2021年9月18日、TBS)
- 半分だけで考えてみた!（2022年3月24日、NHK 5月6日 NHK BSプレミアム）[26][27]